# Lauranne Oliva
Lauranne Oliva – francusko-katalońska śpiewaczka operowa, sopran koloraturowy, urodzona w Perpignan (Katalonia Północna, Francja).
Nominowana do francuskiej nagrody Wiktory Muzyki Klasycznej 2024 w kategorii Objawienie, artysta operowy. W 2023 roku została laureatką Pierwszej Nagrody w konkursie Voix nouvelles w Opéra-Comique w Paryżu oraz Pierwszej Nagrody i Nagrody Publiczności w konkursie Paris Opera Competition w Théâtre des Champs-Élysées. W 2020, zdobyła Pierwszą Nagrodę w konkursie Nuits Lyriques de Marmande w Paryżu. W roku 2021 Towarzystwo Ryszarda Wagnera w Nicei przyznało jej Międzynarodowe Stypendium Ryszarda Wagnera.

## Edukacja
Muzyczną edukację rozpoczęła w klasie fortepianu, a w wieku 13 lat także naukę śpiewu, w Konserwatorium Montserrat Caballé w Perpignan. Po studiach muzykologii na Uniwersytecie w Perpignan, doskonaliła swój warsztat artystyczny w Studiu Operowym Opery Narodowej nad Renem w Colmarze.

## Kariera artystyczna

### Początki
Pierwszą rolą, zaledwie dziewiętnastoletniej śpiewaczki, była Zuzanna w Weselu Figara, wystawionym w 2020 roku w Teatrze Miejskim w rodzinnym Perpignan, z udziałem studentów tamtejszego konserwatorium. W następnym roku, podczas konkursu i festiwalu Operowe noce Marmande (Nuits Lyriques de Marmande) w Paryżu, gdzie wśród zawodowych artystów debiutowała w roli Zerliny w Don Giovannim, została zaproszona do współpracy z barokowym ansamblem I Gemelli, przez dyrygenta i założyciela zespołu, Emiliano Gonzaleza Toro, z którym w latach 2021-2023 występowała w operach Monteverdiego: Orfeusz (Théâtre de Poissy), Powrót Ulissesa do ojczyzny (Victoria Hall w Genewie, Théâtre des Champs-Élysées w Paryżu) oraz Koronacja Poppei (Théâtre des Champs-Élysées w Paryżu, Opéra national du Rhin w Strasburgu). Również w 2021 r. debiutowała w roli Micaëli w La tragédie de Carmen adaptacji opery Bizeta w Saint-Estève. Z zepołem Studia Opery Narodowej nad Renem dała 40 spektakli w rolach Księżniczki oraz Nietoperza w jednoaktówce Dziecko i czary Ravela podczas tournée po regionie Grand Est wiosną 2022. W następnym roku wzięła udział w objeździe po 9 miastach Alzacji i regionu Grand Est, występując w roli Eurydyki w Małym spacerze po piekle, operze lalkowej na podstawie Orfeusza i Eurydyki Glucka, produkcji paryskiej Opéra-Comique. Wróciła do roli Micaëli, tym razem w innej adaptacji opery Bizeta, pod tytułem Carmen Roulotte w Opéra de Vichy. Wystąpiła także w Lakme Delibesa w roli Miss Ellen, najpierw w Opéra-Comique w Paryżu, a następnie w Opéra national du Rhin w Strasburgu. W tym młodzieńczym okresie, w ciągu niespełna trzech lat, artystka wykreowała kilkanaście ról, wystąpiła w ponad setce spektakli i koncertów.

### Czas rozkwitu
Jesienią 2023 odniosła podwójne zwycięstwo w najważniejszych francuskich turniejach wokalnych: konkursie Voix nouvelles (Nowe głosy) oraz w Paryskim Konkursie Operowym (Paris Opera Competition). Następny rok rozpoczęła w Théâtre des Champs-Élysées debiutując w roli Paminy w Une petite Flûte, francuskiej adaptacji Czarodziejskiego Fletu, wystawionej dla najmłodszych melomanów. W spektaklu tym wystąpiła również w Opéra National de Bordeaux i Opéra de Reims. Na zaproszenie Theater an der Wien udała się do Wiednia, aby uczestniczyć w światowym prawykonaniu opery Salieriego Kubilaj, wielki chan Tatarów (w roli Lipi), dzieła które po 236 latach doczekało się scenicznej realizacji. Wróciła na paryskie deski Opéra-Comique jako tytułowa Luiza Charpentiera. Jesienią zaś debiutowała w roli Dalindy w Ariodante Haendla, produkcji Opery Narodowej nad Renem, w Colmarze, Mulhouse i Strasburgu. Z początkiem 2025 roku udała się do Lozanny by wystąpić w roli Aspazji w premierze Mitrydatesa, króla Pontu, „sopranistka Lauranne Oliva lśni doskonałym przedstawieniem roli ... oferując szeroką paletę barw wokalnych i zwinność koloratury, co czyni ją najlepszą w obsadzie", recenzowała paryska ResMusica. Następnie, w tej samej produkcji, tym razem w roli Ismeny, debiutowała na deskach Opéra Comédie w Montpellier. Na zaproszenie letniego Festiwalu w Aix en Provence, wcieliła się w tytułową Calisto w premierze opery Francesco Cavallego. Udany debiut przyniósł artystce szereg pochlebnych recenzji: „W tytułowej roli Lauranne Oliva ... gra bezbłędnie niewinną nimfę. Czystość, klarowność i słodycz jej głosu, zawsze dobrze umiejscowionego i pełnego pięknych niuansów, niewątpliwie wyróżnią ten występ", „Calisto, o świeżym brzmieniu, lekko dzikim i niezwykle wdzięcznym spojrzeniu, spontaniczna, a zarazem niewinna ... śpiew jest elegancki i wrażliwy, linia jest melodyjna, głos okrągły ... Ta bardzo młoda śpiewaczka, wydaje mi się mieć przed sobą świetlaną przyszłość", pisała prasa.

### Role
| Rola                 | Tytuł                                                 | Kompozytor                   | Rok - miejsce |
| -------------------- | ----------------------------------------------------- | ---------------------------- | --- |
| Calisto              | La Calisto                                            | Francesco Cavalli            | 2025 - Festiwal w Aix-en-Provence |
| Ismena               | Mitrydates, król Pontu (KV 87)                        | W. A. Mozart                 | 2025 - Opéra Comédie, Montpellier |
| Aspazja              | Mitrydates, król Pontu (KV 87)                        | W. A. Mozart                 | 2025 - Opéra de Lausanne |
| Dalinda              | Ariodante                                             | G. F. Händel                 | 2024 - Opéra national du Rhin, Strasburg 2024 - Théâtre de la Sinne, Miluza 2024 - Théâtre municipal de Colmar |
| Luiza                | Luiza (Au loin, ma ville)                             | Gustave Charpentier          | 2024 - Opéra-Comique, Paryż |
| Lipi                 | Cublai, gran kan de’ Tartari                          | Antonio Salieri              | 2024 - Theater an der Wien, Wiedeń prapremiera |
| Pamina               | Une petite Flûte (adapt. Czarodziejskiego Fletu)      | W. A. Mozart                 | 2024 - Opéra National de Bordeaux 2024 - Opéra de Reims 2024 - Théâtre des Champs-Élysées, Paryż |
| Miss Ellen           | Lakme                                                 | Léo Delibes                  | 2023 - Opéra national du Rhin, Strasburg 2023 - Opéra-Comique Paryż |
| Drusilla / Virtù     | Koronacja Poppei                                      | C. Monteverdi                | 2023 - Théâtre des Champs-Élysées, Paryż 2023 - Opéra national du Rhin, Strasburg |
| Eurydyka             | Petite Balade aux enfers (adapt. Orfeusza i Eurydyki) | C. W. Gluck                  | 2023 - Opéra national du Rhin, Strasburg 2023 - Théâtre de la Sinne, Miluza 2023 - Salle Du Cercle, Bischheim 2023 - Théâtre municipal de Colmar 2023 - Le Carreau, Forbach 2023 - Théâtre municipal, Sainte-Marie-aux-Mines 2023 - Le Centre Socio-Culturel, Sarre-Union 2023 - Le Dôme, Mutzig 2023 - Art'Rhena, Vogelgrun 2023 - Opéra national du Rhin, Strasburg |
| Micaëla              | Carmen Roulotte                                       | G. Bizet (adapt. F. Lombart) | 2023 - Opéra de Vichy |
| Trio (piewsza osoba) | Trouble in Tahiti                                     | Leonard Bernstein            | 2022 - Comédie de Colmar, Colmar 2022 - Opéra national du Rhin, Strasburg |
| La Chauve-souris     | Dziecko i czary L'Enfant et les sortilèges            | Maurice Ravel                | 2022 - Centre Socio Culturel PAX, Miluza 2022 - La Filature, Miluza 2022 - ACB Scène nationale, Bar-le-Duc 2022 - Théâtre municipal de Sainte-Marie-aux-Mines 2022 - Le Dôme, Mutzig 2022 - Théâtre de Hautepierre, Strasburg 2021 - Comédie de Colmar |
| Fortuna / Junona     | Powrót Ulissesa do ojczyzny                           | C. Monteverdi                | 2021 - Victoria Hall, Genewa 2021 - Théâtre des Champs-Élysées, Paryżu |
| Eurydyka / Muzyka    | Orfeusz                                               | C. Monteverdi                | 2021 - Théâtre de Poissy |
| Micaëla              | La tragédie de Carmen                                 | Bizet (adapt. P. Brook)      | 2021 - Théâtre de l’Etang, Saint-Estève |
| Zerlina              | Don Giovanni                                          | W. A. Mozart                 | 2020 - Festiwal 'Operowe noce Marmande' Paryż |
| Zuzanna              | Wesele Figara                                         | W. A. Mozart                 | 2020 - Teatr Miejski w Perpignan |

### Symfonie, oratoria
| Tytuł                   | Kompozytor         | Soliści / orkiestra, chór / dyrygent | Rok - miejsce                                      |
| ----------------------- | ------------------ | --- | -------------------------------------------------- |
| Requiem d-moll (KV 626) | W. A. Mozart       | L. Oliva, P. Figuier, E. de Hys, N. Brooymans / l’Orchestre Consuelo, Orfeón Donostiarra / V. Julien-Laferrière                             | 2025 - Dolina rz. Alzou, Festiwal w Rocamadour     |
| Stabat Mater            | G. B. Pergolesi    | L. Oliva, E. Zaïcik / Le Poème Harmonique / V. Dumestre                                                                                     | 2025 - Théâtre des Champs-Élysées, Paryż           |
| Mesjasz                 | G. F. Händel       | L. Oliva, T. Mead, R. Tritschler, B. Appl / Orchestre et Chœur Le Concert Spirituel / Hervé Niquet                                          | 2024 - Théâtre des Champs-Élysées, Paryż           |
| Stabat Mater            | Gioacchino Rossini | L. Oliva, M. Lebègue, J. Henric, L. Morvan / Chór Opery w Tours i Orkiestra Symfoniczna Regionu Centralnego-Doliny Loary w Tours / G. Jarry | 2024 - Opéra de Tours                              |
| Requiem d-moll (KV 626) | W. A. Mozart       | L. Oliva, E. Zaicik, S. Ratia, T. Dolié / Les Éléments, Le Concert de la Loge / J. Chauvin                                                  | 2024 - Festival Radio France Occitanie Montpellier |
| Stabat Mater            | G. B. Pergolesi    | L. Oliva, Ch. Dumaux / Les Accents / T. Noailly                                                                                             | 2024 - Festival de Froville                        |
| Liverpool Oratorio      | Paul McCartney     | Orchestre Perpignan Méditerranée / D. Tosi                                                                                                  | 2019 - Palais des congrès, Perpignan               |

### Koncerty, recitale
| Tytuł                                                                     | Soliści, pianiści / orkiestra / dyrygent                                                                                                   | Rok - miejsce                                                                                        |
| ------------------------------------------------------------------------- | --- | --- |
| Un Violon sur le Sable, festiwal muzyki klasycznej i operowej             | L’orchestre d’Un Violon sur le Sable / Jérôme Pillement                                                                                    | 2025 - Plaża Grande Conche, Royan                                                                    |
| Joyaux Du Bel Canto, koncert                                              | L. Oliva, J. Mey, L. Vermot-Desroches, H. Nombre / Orchestre de l’Opéra Royal / S. Plewniak                                                | 2024 - Opéra royal du château de Versailles                                                          |
| 'Dzieła Pergolesiego i Vivaldiego', koncert                               | L. Oliva, Ch. Dumaux / Les Accents / T. Noally                                                                                             | 2024 - Kościół Saint-Germain-des-Prés, Paryż                                                         |
| Recital                                                                   | L. Oliva, E. Zaïcik, B. de Sá et Ch. Dumaux / Les Accents / T. Noally                                                                      | 2024 - Théâtre des Champs-Élysées, Paryż                                                             |
| Opéra Trinational, koncert                                                | Orchester der Hochschule für Musik Freiburg                                                                                                | 2022 - Théâtre de la Sinne, Miluza 2022 - Hochschule für Musik Freiburg                              |
| Histoire(s) d’opéra (koncert z okazji 50-lecia Opery Narodowej nad Renem) | F. Derthe, L. Oliva, B. Poupard, L. Yang, G. Cunningham, I. Gaussin, A. Maksimov, O. Volkov, L. Gerke (fortepian), H. Mathieu (fortepian). | 2022 - La Filature, Miluza 2022 - Comédie de Colmar, Colmar 2022 - Opéra national du Rhin, Strasburg |
| Tsiganes d’opérette, koncert                                              | D. Gastl, L. Oliva, E. Roux Chamoux, L. Yang, L. Gerke (fortepian), R. Ji-Hyun Kim (fortepian)                                             | 2022 - Opéra national du Rhin, Strasburg 2022 - Comédie de Colmar                                    |
| Rentrée en musique, koncert                                               | L. Oliva, artyści Studia Operowego Opéra du Rhin / Chór Tutti / S. E. Lee                                                                  | 2021 - Opéra national du Rhin, Strasburg (sala Bastide) 2021 - Comédie de Colmar, Colmar             |

## Nagrody i wyróżnienia, teatralne i muzyczne
- Nominacja do francuskiej nagrody Wiktory Muzyki Klasycznej(inne języki)2024 w kategorii Objawienie, artysta operowy[1]
- Pierwsza Nagroda i Nagroda Opery Szwajcarskiej w konkursie Nowe głosy(inne języki) 2023, Opéra-Comique w Paryżu[2]
- Pierwsza Nagroda, oraz Nagroda Publiczności w Paryskim Konkursie Operowym 2023, Théâtre des Champs-Élysées w Paryżu[3]
- Międzynarodowe Stypendium Ryszarda Wagnera, przyznane przez Towarzystwo Ryszarda Wagnera w Nicei w 2021 r.[55]
- Pierwsza Nagroda, Druga Nagroda Pieśń francuska oraz Nagroda Nadziei w XXXII Międzynarodowym Konkursie Operowe Noce Marmande 2020 w Paryżu[4]